# Robert A. Pollak
Robert A. Pollak (* 1. Dezember 1938 in New York City) ist ein US-amerikanischer Wirtschaftswissenschaftler.

## Werdegang, Forschung und Lehre
Pollak studierte zunächst am Amherst College, das er 1960 als Bachelor of Arts in Richtung MIT verließ. Dort graduierte er 1964 als Ph.D. Anschließend war er zunächst als Assistant Professor und Associate Professor an der University of Pennsylvania sowie zeitweise parallel für das Arbeitsministerium der Vereinigten Staaten tätig. 1972 erhielt er eine ordentliche Professur an der Hochschule, die er 1990 verließ. Nach einem fünfjährigen Aufenthalt an der University of Washington folgte er 1995 einem Ruf an die Washington University in St. Louis.
Pollaks Arbeitsschwerpunkt liegt im Bereich der Arbeitsmarktforschung, Familienökonomie und wirtschaftlicher Auswirkungen demografischer Entwicklungen. Er ist unter anderem Mitglied der Econometric Society, der American Academy of Arts and Sciences, der American Association for the Advancement of Science und der Society of Labor Economists, deren Präsident er zwischen 2009 und 2010 war. Seit 2006 ist er Research Fellow am Bonner Institut zur Zukunft der Arbeit.

## Werke
Die folgende Auflistung gibt von Pollak veröffentlichte Bücher wieder, zudem hat er zahlreiche Zeitschriftenartikel und Arbeitspapiere verfasst.
- The Theory of the Cost-of-Living Index (1989)
- Demand System Specification and Estimation (1992, mit Terence J. Wales)
- From Parent to Child: Intrahousehold Allocations and Intergenerational Relations in the United States (1995, mit Jere R. Behrman und Paul Taubman)